# Sanjuansaurus gordilloi
Il sanjuansauro (Sanjuansaurus gordilloi) è un dinosauro carnivoro appartenente ai saurischi. Visse all'inizio del Triassico superiore (Carnico, circa 230 milioni di anni fa) e rappresenta uno dei più antichi dinosauri noti. I suoi resti sono stati ritrovati in Argentina, nella ben nota formazione di Ischigualasto.

## Descrizione
Di dimensioni medio-piccole (lunghezza circa 2,5 metri), questo dinosauro è conosciuto grazie a uno scheletro parziale (frammento di mascella, gran parte della colonna vertebrale, cinto scapolare, parte della pelvi, parte delle zampe) che lo denota come un animale piuttosto snello ma dalla corporatura vigorosa, dotato di lunghe zampe posteriori e di arti anteriori armati di artigli.

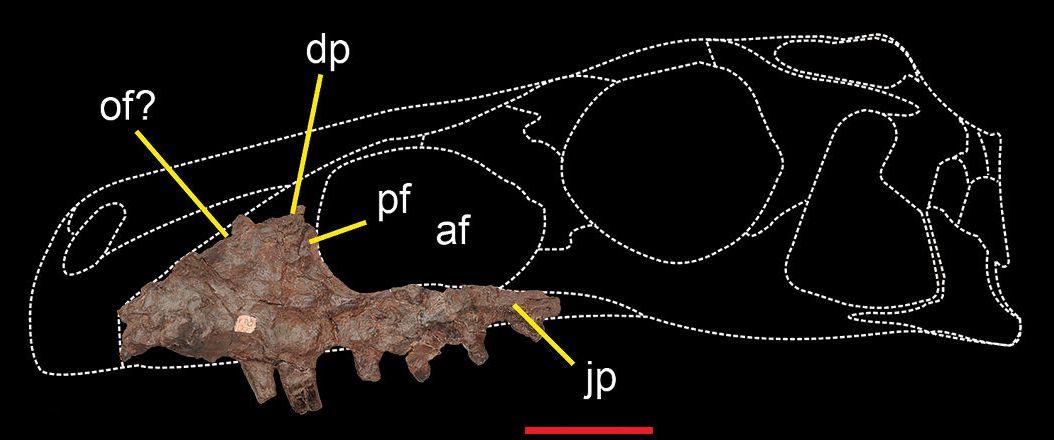
Mascella di Sanjuansaurus gordilloi

## Classificazione
Descritto nel 2010, questo dinosauro era un rappresentante degli herrerasauridi, un gruppo che è spesso considerato il più antico e primitivo tra i dinosauri. Si ritiene che Sanjuansaurus fosse strettamente imparentato con lo stesso Herrerasaurus, da cui differisce per alcuni dettagli anatomici. I resti di queste due forme sono stati ritrovati nella formazione di Ischigualasto, dalla quale provengono i fossili di molti altri dinosauri arcaici, come Eoraptor, Panphagia protos, Chromogisaurus e Pisanosaurus.